# Пам'ятки Апостолового
Пам'ятки Апостолового

## Пам'ятки монументального мистецтва
| Назва                           | Рік встановлення | Охоронний номер | Район | Адреса                     | Координати                                                             | Коментар | Фото |
| ------------------------------- | ---------------- | --------------- | ----- | -------------------------- | ---------------------------------------------------------------------- | -------- | ---- |
| Пам'ятник Богдану Хмельницькому |                  |                 |       | вул. Богдана Хмельницького | 47°39′14″ пн. ш. 33°43′19″ сх. д. / 47.65382° пн. ш. 33.722041° сх. д. |          |      |

## Технічні пам'ятки
| Назва     | Рік встановлення | Охоронний номер | Район | Адреса                  | Координати                                                              | Коментар | Фото |
| --------- | ---------------- | --------------- | ----- | ----------------------- | ----------------------------------------------------------------------- | --- | ---- |
| Танк Т-10 |                  |                 |       | вул. Вокзальна.         | 47°39′31″ пн. ш. 33°42′00″ сх. д. / 47.658646° пн. ш. 33.699982° сх. д. | Танк встановлено на невеликому цільно гранітному постаменті. Текст на гранітній пам'ятній табличці: «Памятник воинам Советской Армии, освобождавшим город Апостолово в феврале 1944 года» |      |
| Гармата   |                  |                 |       | вул. Елеваторна (Т0419) | 47°38′52″ пн. ш. 33°42′12″ сх. д. / 47.647753° пн. ш. 33.703356° сх. д. | |      |

## Пам'ятки історії
| Назва                               | Рік встановлення | Охоронний номер | Район | Адреса            | Координати                                                              | Коментар | Фото |
| ----------------------------------- | ---------------- | --------------- | ----- | ----------------- | ----------------------------------------------------------------------- | -------- | ---- |
| Меморіал Великої Вітчизняної війни  |                  |                 |       | вул. Привокзальна | 47°39′42″ пн. ш. 33°41′35″ сх. д. / 47.661623° пн. ш. 33.692987° сх. д. |          |      |
| Меморіал загиблим радянським воїнам |                  |                 |       | вул. Центральна   | 47°39′42″ пн. ш. 33°43′02″ сх. д. / 47.661767° пн. ш. 33.717186° сх. д. |          |      |